# Deividas Sirvydis
Deividas Sirvydis (Vilnius, 10 de junio de 2000) es un baloncestista lituano que pertenece a la plantilla del BC Lietkabelis de la Lietuvos Krepšinio Lyga. Con 2,04 metros de estatura, ocupa la posición de escolta.

## Trayectoria deportiva

### Primeros años
Pasó buena parte de su infancia en diferentes países europeos, ya que su padre, Virginijus Sirvydis, fue también baloncestista profesional. Vivió tres años en Rusia, dos en Alemania y uno en la República Checa. Jugaba con su padre al final de los partidos, pero no empezó de forma más seria en el baloncesto hasta los siete años de edad.

### Profesional
Hizo su debut en la liga de su país el 29 de mayo de 2017, con 16 años de edad, superando a Jonas Valančiūnas como el jugador más joven en jugar en la LKL. El 5 de diciembre de ese mismo año debutó en EuroCup, superando nuevamente a Valančiūnas como el más joven jugador del BC Rytas en hacerlo. Fue cedido al otro club de su ciudad natal, el Perlas Vilnius de la segunda división del país, donde jugó una temporada en la que promedió 12,9 puntos, 3,9 rebotes y 2,6 asistencias por partido.
Regresó en 2018 al BC Rytas, donde ya jugó la temporada completa, saliendo como titular en 16 de los 40 partidos disputados, y acabando con unos promedios de 4,4 puntos y 1,9 rebotes por encuentro.
Fue elegido en la trigésimo séptima posición del Draft de la NBA de 2019 por Dallas Mavericks, pero fue automáticamente traspasado a Detroit Pistons. Disputó las Ligas de Verano de la NBA con este equipo, participando en cinco partidos en los que promedió 1,8 puntos.
El 23 de mayo de 2020, firma un contrato por el Hapoel Jerusalem B.C. de la Ligat ha'Al (baloncesto), pero en el mes de noviembre dejó el equipo para incorporarse a la pretemporada de los Detroit Pistons.
El 1 de diciembre de 2020, firmó un contrato por tres temporadas con Detroit Pistons.
El 23 de octubre de 2021 fichó por los Motor City Cruise de la G League. El 26 de diciembre, los Pistons firmaron a Sirvydis por 10 días, al término del contrato regresó a los Cruise.
En agosto de 2022 firma por una temporada con Indiana Pacers, pero fue despedido antes del comienzo de la temporada regular. El 24 de octubre se incoirporó a la plantilla de los Fort Wayne Mad Ants de la G League.
El 4 de agosto de 2023, firma por el BC Lietkabelis de la Lietuvos Krepšinio Lyga. En la temporada con el conjunto lituano se convierte en el máximo anotador de media de la EuroCup 2023-24 con 18,9 puntos, además de su  aparición en el 2º mejor quinteto de la competición, lo que genera interés por parte de algunos de los mejores equipos de todo el continente europeo.

### Selección nacional
Durante agosto y septiembre de 2023 fue integrante de la selección de Lituania que participó en el Mundial de 2023 celebrado en Asia, y que finalizó en sexto lugar.

## Estadísticas de su carrera en la NBA

### Temporada regular
| Año     | Equipo  | PJ | PT | MPP | %TC  | %3P  | %TL  | RPP | APP | ROB | TPP | PPP |
| ------- | ------- | -- | -- | --- | ---- | ---- | ---- | --- | --- | --- | --- | --- |
| 2020-21 | Detroit | 20 | 0  | 6.7 | .350 | .357 | .500 | 1.5 | .3  | .1  | .0  | 2.1 |
| 2021-22 | Detroit | 3  | 0  | 9.0 | .100 | .143 | -    | 2.0 | .3  | 1.0 | .3  | 1.0 |
| Total   | Total   | 23 | 0  | 7.0 | .300 | .314 | .500 | 1.5 | .3  | .2  | .0  | 1.9 |